# Équipe de France féminine de basket-ball en 2006
En cette année 2006, l'équipe de France termine cinquième du championnat du Monde au Brésil.

## Une année en bleu

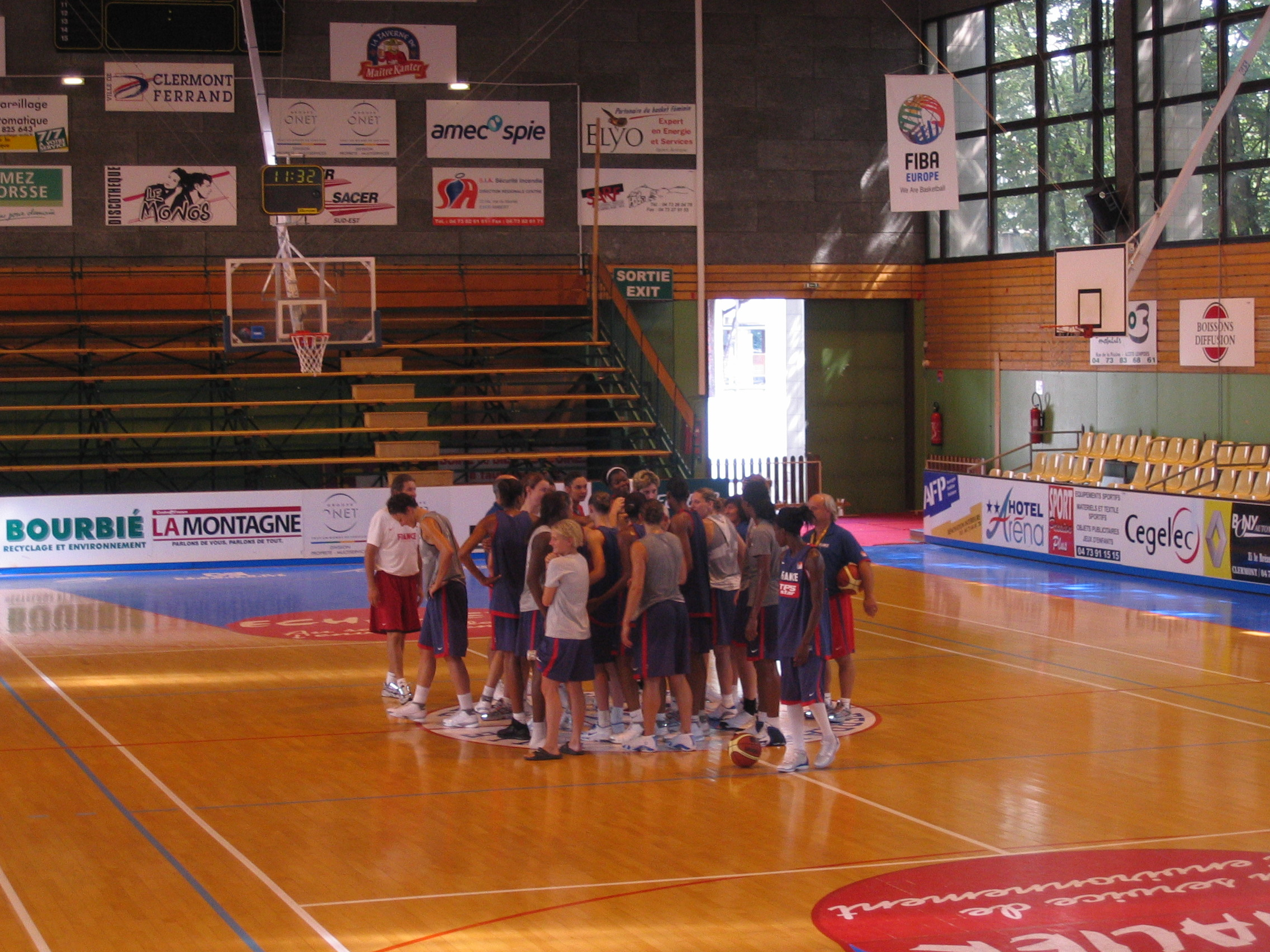
L'équipe durant le stage à Clermont-Ferrand

En cette année de championnat du monde, la sélection française a commencé sa campagne en juillet, du 18 au 22 à Nanterre, puis du 25 au 29 à Clermont-Ferrand. Les premiers matches, eux, se sont déroulés à partir du stage de Calais (2 au 7 août). Après un dernier stage à Levallois avant de se séparer de nouvelles joueuses, la sélection s'est envolée pour Tchekhov (Russie) afin de disputer deux matchs contre la sélection russe (18 et 20 août).
De retour en France pour le tournoi de Vannes (23 au 27 août), l'équipe continue ses matchs amicaux avant de s'envoler pour Fort-de-France (2 au 9 septembre) afin de bénéficier d'un climat proche de celui du Brésil. Le mondial brésilien se soldera sur une 5e place, après avoir battu à 2 reprises les tchèques, championnes d'Europe en titre.

## Les matches
| Date              | Lieu           | Adversaire         | Score        | Compétition | Meilleures marqueuse (France)        |
| 5 août 2006       | Dunkerque      | Chine              | V 93-79      | A           | Sandrine Gruda (21)                  |
| 6 août 2006       | Calais         | Chine              | D 83-81      | A           | Sandrine Gruda et Émilie Gomis (15)  |
| 7 août 2006       | Gravelines     | Chine              | V 77-74      | A           | Céline Dumerc (19)                   |
| 19 août 2006      | Tchekhov       | Russie             | V 58-71      | A           | Émilie Gomis (16)                    |
| 20 août 2006      | Tchekhov       | Russie             | D 72-53      | A           | Émilie Gomis (16)                    |
| 25 août 2006      | Vannes         | Sénégal            | V 90-36      | A           | Sandra Le Dréan (16)                 |
| 26 août 2006      | Vannes         | Belgique           | V 82-60      | A           | Sandrine Gruda (21)                  |
| 27 août 2006      | Vannes         | Espagne            | V 82-66      | A           | Émilie Gomis (15)                    |
| 6 septembre 2006  | Fort-de-France | Lituanie           | V 70-56      | A           | Sandrine Gruda et Élodie Godin (14)  |
| 7 septembre 2006  | Fort-de-France | Lituanie           | V 72-51      | A           | Sandra Le Dréan (18)                 |
| 8 septembre 2006  | Fort-de-France | Lituanie           | V 66-58      | A           | Sandrine Gruda (22)                  |
| 12 septembre 2006 | Barueri        | République tchèque | V 62-58      | CM          | Émilie Gomis (19)                    |
| 13 septembre 2006 | Barueri        | Taïwan             | V 100-68     | CM          | Sandrine Gruda (22)                  |
| 14 septembre 2006 | Barueri        | Cuba               | D 78-73      | CM          | Audrey Sauret-Gillespie (15)         |
| 16 septembre 2006 | Barueri        | Russie             | V 74-64      | CM          | Nathalie Lesdema (16)                |
| 17 septembre 2006 | Barueri        | États-Unis         | D 41-71      | CM          | Céline Dumerc et Sandra Le Dréan (8) |
| 18 septembre 2006 | Barueri        | Chine              | D 64-66      | CM          | Émilie Gomis (14)                    |
| 20 septembre 2006 | São Paulo      | Australie          | D 66-79      | CM          | Sandrine Gruda (15)                  |
| 21 septembre 2006 | São Paulo      | République tchèque | V 79-78 (AP) | CM          | Sandrine Gruda (15)                  |
| 22 septembre 2006 | São Paulo      | Lituanie           | V 79-73      | CM          | Émilie Gomis (22)                    |

D : défaite, V : victoire, AP : après prolongation
A : match amical, CM : Mondial 2006

## L'équipe
- Sélectionneur : Alain Jardel
- Assistants :  Ivano Ballarini, Valérie Garnier, Alain Boureaud

| Poste      | Joueuse                 | Nombre matchs | Nombre points | Club(s) 2006                                      |
| Ailière    | Krissy Badé             |               |               | USO Mondeville, Valenciennes                      |
| Arrière    | Clémence Beikes         |               |               | Cavigal Nice, Tarbes                              |
| Intérieure | Élodie Bertal           |               |               | Montpellier                                       |
| Intérieure | Aurélie Bonnan          |               |               | USO Mondeville, Tarbes                            |
| Intérieure | Sandra Dijon            |               |               | Puig d'en Valls, Samsung Bichumi, Montpellier     |
| Meneuse    | Céline Dumerc           |               |               | CJMBB Bourges                                     |
| Intérieure | Élodie Godin            |               |               | CJMBB Bourges, Valenciennes                       |
| Arrière    | Émilie Gomis            |               |               | Villeneuve-d'Ascq, New York Liberty, Valenciennes |
| Intérieure | Sandrine Gruda          |               |               | Valenciennes                                      |
| Ailière    | Emmanuelle Hermouet     |               |               | Valenciennes                                      |
| Meneuse    | Caroline Kœchlin-Aubert |               |               | USO Mondeville                                    |
| Ailière    | Sandra Le Dréan         |               |               | Valenciennes, USK Prague                          |
| Arrière    | Florence Lepron         |               |               | Tarbes, CJMBB Bourges                             |
| Intérieure | Nathalie Lesdema        |               |               | VBM-SGAU Samara, León                             |
| Intérieure | Emmeline NDongue        |               |               | Aix-en-Provence                                   |
| Arrière    | Amélie Pochet           |               |               | USO Mondeville                                    |
| Intérieure | Sabrina Reghaissia      |               |               | CJMBB Bourges, Montpellier                        |
| Ailière    | Géraldine Robert        |               |               | RC Strasbourg, Villeneuve-d'Ascq                  |
| Intérieure | Fatimatou Sacko         |               |               | Villeneuve-d'Ascq                                 |
| Arrière    | Audrey Sauret-Gillespie |               |               | UMMC Iekaterinbourg                               |

## Sources et références
1. ↑  « Equipe de France féminine 2006 », sur ffbb.com (consulté le 11 juin 2011)
2. 1 2 3 4 5 6 7 8  Non retenues pour le championnat du Monde